# Caçador (ort)
Caçador är en ort i Brasilien.   Den ligger i kommunen Caçador och delstaten Santa Catarina, i den södra delen av landet, 1 300 km söder om huvudstaden Brasília. Caçador ligger 916 meter över havet och antalet invånare är 63 726.
Terrängen runt Caçador är platt åt sydost, men åt nordväst är den kuperad. Caçador ligger nere i en dal. Det finns inga andra samhällen i närheten.
I omgivningarna runt Caçador växer i huvudsak städsegrön lövskog. Runt Caçador är det ganska tätbefolkat, med 116 invånare per kvadratkilometer.